# Brezje, Sevnica
Brezje je naselje v Občini Sevnica, ustanovljeno leta 2006 iz dela naselja Goveji Dol.